# Verwaltungsgemeinschaft Bitterfeld-Wolfen

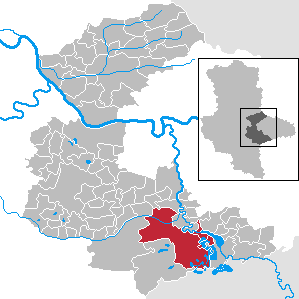
Lage der Verwaltungsgemeinschaft Bitterfeld-Wolfen im Landkreis Anhalt-Bitterfeld

Die Verwaltungsgemeinschaft Bitterfeld-Wolfen war eine Verwaltungsgemeinschaft im Landkreis Anhalt-Bitterfeld (Sachsen-Anhalt). Sie entstand am 1. Juli 2007 aus den bisherigen Verwaltungsgemeinschaften Bitterfeld und Wolfen. Anlass für den Zusammenschluss war die Fusion der Städte Bitterfeld und Wolfen sowie der Gemeinden Greppin, Holzweißig und Thalheim zur neuen Stadt Bitterfeld-Wolfen.
Am 1. Juli 2009 schieden die Gemeinden Brehna, Glebitzsch, Petersroda und Roitzsch aus der Verwaltungsgemeinschaft aus und schlossen sich der Gemeinde Sandersdorf an, die nach Sandersdorf-Brehna umbenannt wurde.
Am 1. September 2009 wurde die Gemeinde Bobbau mit den Ortsteilen Bobbau und Siebenhausen nach Bitterfeld-Wolfen eingemeindet, wodurch sich die Zahl der Mitgliedsgemeinden auf drei reduzierte.
Schließlich schieden am 1. Januar 2010 auch die Gemeinden Friedersdorf und Mühlbeck aus. Sie schlossen sich der neu gebildeten Gemeinde Muldestausee an. Die Verwaltungsgemeinschaft wurde damit aufgelöst.
Die Verwaltungsgemeinschaft hatte zuletzt eine Fläche von 98,74 km² und 49871 Einwohner (31. Dezember 2008).

## Die ehemaligen Mitgliedsgemeinden mit ihren Ortsteilen
In der Gebietskörperschaft erledigen zuletzt drei Städte und Gemeinden ihre Verwaltungsgeschäfte.
1. Stadt Bitterfeld-Wolfen
2. Friedersdorf
3. Mühlbeck